# 敗血症

感染症と全身性炎症反応症候群と敗血症の関係。

敗血症（はいけつしょう、英: sepsis）とは、感染症に対する制御不能な生体反応に起因する生命を脅かすような臓器障害のこと。患者数は世界で年間約2700万人で、そのうち、約800万人が死亡していると報告されている。日本での年間死亡者は10万人を超えると推計されている。 
国際的な診断基準では、感染症が疑われSOFAスコアがベースラインから2点以上増加しているものを敗血症としている。細菌・ウイルス・真菌感染症の全身に波及したもので、非常に重篤な状態であり、無治療ではショック、播種性血管内凝固症候群 (DIC)、多臓器不全などから死に至る。元々の体力低下を背景としていることが多く、治療成績も決して良好ではない。
これに対し、傷口などから細菌が血液中に侵入しただけの状態は菌血症と呼ばれ区別されるが、医学専門以外のメディアなどでは敗血症として表記されることも多い。また、敗血症と全身性炎症反応症候群 (SIRS) は似ているが、後者は感染によらない全身性の炎症を含んでいる点が異なる。

## 症状
悪寒、倦怠感、鈍痛、認識力の低下、80% 程度の患者で全身の炎症を反映して著しい発熱を示すが、10-15% 程度の患者では低体温症となる。末梢血管の拡張の結果、末梢組織に十分な栄養と酸素が届かず、臓器障害や臓器灌流異常、血圧低下が出現する。進行すれば錯乱などの意識障害を来たす。播種性血管内凝固症候群を合併すると血栓が生じるために多臓器が障害（多臓器不全）され、また血小板が消費されて出血傾向となる。起炎菌が大腸菌などのグラム陰性菌であると、菌の産生した内毒素（エンドトキシン）によってエンドトキシンショックが引き起こされる。また代謝性アシドーシスと呼吸性アルカローシスの混合性酸塩基平衡異常を来たす。敗血症性ショック症状を起こすと患者の25%は死亡する。
敗血症の徴候である shaking chill（悪寒戦慄）、呼吸数>30回/分、酸素飽和度の低下、血液ガス分析 (ABG) での代謝性アシドーシス、乏尿、意識レベルの変化（大抵は低下）を危険な熱の特徴 (severe high fever) という。severe high fever の他、体温 38.5 ℃ 以上で悪寒戦慄を伴う場合、白血球数が 12000/マイクロリットル (µL) 以上、または 4000/µL 未満の場合、静脈注射で抗生物質を使うときは血液培養の適応がある。

## 検査
各種感染症検査の他、プレセプシン、エンドトキシンやプロカルシトニンの測定が行われる。ショックの確認のために収縮期血圧 (90 mmHg) や血漿乳酸値 (4 mmol/L) などを確認する。全身性炎症反応症候群の診断には下記項目の測定が必要である。下記の4項目のうち2項目を満たした場合、全身性炎症反応症候群と診断される。
体温の変動
38 ℃ 以上、ないし 36 ℃ 以下。
脈拍数の増加
90回/分以上。
呼吸数の増加
呼吸数増加（20回/分以上）または PaCO2 が 32 Torr以下。
白血球数
12,000/μl 以上、ないし 4,000/μl 以下。あるいは未熟顆粒球が 10% 以上。

### 診断基準
集中治療室 (ICU) での治療が行われている患者と非集中治療室で治療を受けている患者では基準が異なる。Sequential Organ Failure Assessment;SOFA のスコアを利用する。
| 項目                            | 点数                | 点数                 | 点数                                                    | 点数                                                                 | 点数                                                                    |
| 項目                            | 0                   | 1                    | 2                                                       | 3                                                                    | 4                                                                       |
| ------------------------------- | ------------------- | -------------------- | ------------------------------------------------------- | -------------------------------------------------------------------- | ----------------------------------------------------------------------- |
| 呼吸機能 PaO2/FiO2 [mmHg]       | ≧ 400               | 400 ＞≧ x ≧ 300      | 300 ＞ x ≧ 200                                          | 200 ＞ x ≧ 100 呼吸補助下                                            | 100 ＞ x 呼吸補助下                                                     |
| 凝固機能 血小板数 [×103/mm2]    | x ≧ 150             | 150 ＞ x ≧ 100       | 100 ＞ x ≧＞ 50                                         | 50 ＞ x ≧ 20                                                         | 20 ＞ x                                                                 |
| 肝機能 血漿ビリルビン値 [mg/dL] | ＜ 1.2              | 1.2〜1.9             | 2.0〜5.9                                                | 6.0〜11.9                                                            | ＞ 12.0                                                                 |
| 循環機能 血圧低下               | 平均動脈圧 ≧70 mmHg | 平均動脈圧 ＜70 mmHg | ドパミン≦5γ あるいはドブタミン投与 （投与量を問わない） | ドパミン＞5γ あるいはアドレナリン≦0.1γ あるいはノルアドレナリン≦0.1γ | ドパミン＞15γ あるいはアドレナリン＞0.1γ あるいはノルアドレナリン＞0.1γ |
| 中枢神経機能 Glasgow Coma Scale | 15                  | 14〜13               | 12〜10                                                  | 9〜6                                                                 | 6未満                                                                   |
| 腎機能 クレアチニン値 [mg/dL]   | 1.2未満             | 1.2〜1.9             | 2.0〜3.4                                                | 3.5〜4.9 あるいは尿量が 500 mL/日 未満                               | ＞5.0 あるいは尿量が 200 mL/日 未満                                     |

集中治療室感染症が疑われ、SOFA総スコア 2点以上の急上昇があるとき。
非集中治療室quick SOFA (qSOFA) 2項目以上で敗血症を疑う。最終診断は集中治療室患者に準じる。
- qSOFA
  - 呼吸数 22回/分 以上
  - 意識レベルの低下
  - 収縮期血圧 100 mmHg 以下

## 病態
全身性炎症反応症候群のうち、感染を基盤とする全身性炎症反応症候群が敗血症である。言いかえると敗血症は感染を基盤として発症する急性循環不全である。初期には血液分布異常性ショックを呈する。血管内皮細胞の障害が深くかかわると考えられており、脳の血管内皮が障害されれば脳浮腫が起こり、肺の血管内皮が障害されれば急性呼吸窮迫症候群が起こり、四肢の血管内皮細胞が障害されれば浮腫が起こると考えられている。初期には高心拍出量性ショックを示すが、血管内皮細胞障害が進行すると低心拍出量ショックに移行する。適切な輸液負荷を行っても低血圧が継続する場合もある。

## 治療
Surviving Sepsis Campaign Guideline (SSCG) という診断と治療に関するガイドラインがある。surviving sepsis campaign guideline 2008 (SSCG2008) では、循環管理だけではなく感染対策、続発する臓器不全や周辺病態に対しての集中治療が示されている。内容としては初期蘇生、感染症治療、急性呼吸障害や腎障害の管理、血糖管理、その他に分かれている。特に初期蘇生の循環管理が early goal-direct therapy (EGDT) として纏められている。初期治療の第1選択は、輸液負荷を行い、バイタルサインや臨床症状の推移を見極める。近年の研究から、体温を冷却しながら治療を行った方が、冷却しない場合に比べて死亡率が低かったという結果が得られている。

### 初期対応
治療開始が遅れると患者の救命率が低下するので、敗血症を疑った場合は1時間以内に6項目に注目した初期対応を行う。
1. 高濃度酸素投与
2. 血液培養
3. 広域抗菌薬の静脈投与
4. 細胞外液による輸液蘇生
5. ヘモグロビンと乳酸値のチェック
6. 正確な時間尿量の測定

### EGDT
早期目標指向療法 (early goal-direct therapy) の略。敗血症では適切な抗菌薬を1時間以内に投与することを推奨している。これは1時間投与が遅れると 7.6% ずつ予後が悪化するとされているからである。この場合は広域な抗菌薬を使用する。そして速やかに大量輸液を行う。目標値としては 中心静脈圧を 8〜12 mmHg となる輸液管理および 平均血圧 > 65 mmHg、尿量 > 0.5 mL/kg/h、中心静脈酸素飽和度 あるいは 混合静脈血酸素飽和度 > 70% を目指す。通常最初の6時間で 6〜10 Lの輸液が必要となる。人工呼吸器管理をしている場合は胸腔内圧が高くなるので 中心静脈圧を 12〜15 mmHg を目標とする。中心静脈圧を保っても 平均血圧が 65 mmHg を下回るのならば昇圧剤の投与を開始する。ノルアドレナリンやドパミンが用いられる場合が多い。平均血圧が 90 mmHg 以上となった場合は硝酸薬（ニトログリセリン）を併用する。平均血圧が保てれば中心静脈酸素飽和度あるいは混合静脈血酸素飽和度を確認し、ヘマトクリット値が 30% 以下ならば輸血を行い、それでも 30% 以上を保てなければドブタミンを使用する。
なおEGDTを行う場合は大量輸液によって肺の酸素化が障害される場合が多く、人工呼吸器管理となることが多い。急性肺障害 (ALI) に基づいて呼吸管理する場合が多い。

### その他の治療
昇圧剤の選択
ドブタミンは充分な輸液がなされていないと血管拡張により血圧の低下を招きやすい。昇圧剤はノルアドレナリンを用いることが多い。
副腎不全対策
少量ステロイド療法を行うことがある。ハイドロコルチゾンならば、1日 200〜300 mg の3〜4分割または持続静注で7日間行う。投与前に採血を行い血漿コルチゾールが34 µg/ml 以上ならばステロイドを結果を中止し、9〜34 µg/mlならば ACTH250ug/ml の負荷試験を行う。
血糖管理
高血糖の持続が血管内皮細胞障害を起こすため、血糖を 150 mg/dl 以下を目標に速効型インスリンの持続静注を行う。
持続濾過透析
抗サイトカイン療法として行うこともある（PMMA-CHDFなど）。
エンドトキシン吸着
播種性血管内凝固症候群の対応。
ストレス性潰瘍
ヒスタミンH2受容体拮抗薬（H2ブロッカー）やプロトンポンプ阻害薬の投与。
栄養管理
経腸栄養を優先する。

## 疫学・啓発
9月13日は「世界敗血症デー」となっている。日本集中治療医学会、日本救急医学会は2019年から、日本国内初となる敗血症の網羅的疫学調査を始めた。この2学会と日本感染症学会は「日本敗血症連盟」を結成して、救命率向上のため早期診断の啓発活動を行っている。